# Emilio Samsey
Emilio Samsey (Rotterdam, 13 augustus 1993) is een Nederlands voetballer die als verdediger speelt.
Samsey speelde in de jeugd voor Spartaan '20, Sparta AV en Feyenoord. In 2012 stapte hij na een stage over naar FC Oss waar hij op 14 september 2012 debuteerde in de thuiswedstrijd tegen FC Dordrecht. In 2013 keerde hij terug bij Sparta Rotterdam. In 2015 stapte hij over naar Topklasser Magreb '90. In 2017 ging hij naar FC Lienden. Een jaar later tekende hij opnieuw in de regio Rotterdam, bij BVV Barendrecht.
Met het Nederlands amateurelftal onder 16 won hij in 2009 het toernooi om de Koninkrijksspelen op Aruba.